# Laila Goodridge
Laila Goodridge, née à Fort McMurray en Alberta, est une femme politique canadienne. Elle représente la circonscription de Fort McMurray—Cold Lake depuis 2021 sous la bannière du parti conservateur.

## Biographie
Née et ayant grandi à Fort McMurray toute sa vie, Goodridge travaille dans l'industrie du sable bitumineux. Au départ, elle travaille pour Syncrude Canada jusqu'à sa graduation de l'université de l'Alberta. Par la suite, elle transfère à North American Construction Group. Elle se lance éventuellement dans la politique provinciale avec le parti conservateur uni dans la circonscription de Fort McMurray–Lac La Biche. Facilement élue, elle devient secrétaire parlementaire à la Francophonie grâce à son bilinguisme. En 2021, elle se présente aux élections fédérales anticipées avec le parti conservateur. Elle est facilement élue dans cette circonscription très conservatrice.

## Vie privée
Avec son mari Niall, Laila Goodridge a un garçon nommé Eoghan, né en 2021 durant la campagne électorale fédérale.